# John Newman
John William Peter Newman (Settle, Reino Unido, 16 de Junho de 1990), mais conhecido como John Newman, é um cantor, compositor, músico, produtor musical e DJ britânico. É mais conhecido pela canção "Love Me Again", que chegou ao número 1 na lista de hits do Reino Unido em julho de 2013, como também por ter coescrito e cantado os singles "Feel the Love" e "Not Giving In" em sua colaboração com o Rudimental em 2012, que chegaram a primeiro e décimo-quarto na lista, respectivamente. Em 2014, ele participou do single "Blame", de Calvin Harris, que alcançou o topo das paradas britânicas.
Ele foi um dos cantores do Reino Unido de 2013 que fizeram mais sucesso. No Brit Awards de 2014, foi nomeado três vezes, incluindo para o prêmio de Melhor Artista Masculino Solo. Em fevereiro de 2014, John Newman vendeu mais 1.3 milhões de cópias só no Reino Unido.

## Início da vida
Newman cresceu em Settle, Yorkshire Dales e estudou no Settle College. Quando Newman tinha seis anos, seu pai deixou a família, deixando sua mãe Jacquie, seu irmão mais velho James, com menos de uma libra por dia para sobreviver.  Em sua juventude Newman foi influenciado pela Motown e Stax que ele ouviu através de sua mãe. Ele também foi influenciado pelo Northern soul do país, que também influenciou seu estilo de dança. Ele começou a tocar guitarra e escrever suas próprias músicas aos 14 anos e logo aprendeu a gravar e produzir sozinho, fazendo com empenho cada faixa de seu álbum e atuando com DJ.
Aos 16 anos, Newman mudou-se para Leeds e foi ali que ele desenvolveu sua voz e seu som. Foi enquanto ele estava em Leeds que dois de seus melhores amigos (ambos envolvidos profissionalmente em mountain biking downhill) morreram num acidente de carro. Newman disse: "Nesse primeiro ano vivendo em Leeds, ao invés de ficar sentado com os livros na mesa da biblioteca estudando sobre música, eu de fato a estudei de uma forma totalmente diferente... por causa do que eu estava passando, eu passava noites trabalhando duro e aproveitando a vida de estudante, então eu sentava com uma guitarra e chorava toda noite a escrever música". Foi enquanto em Leeds que ele também encontrou outras pessoas que apreciavam os estilos de música Motown e Stax, então ele disse "eu amadureci tanto musicalmente, que eu escrevia música pop e agora eu sinto como se estivesse escrevendo a música que eu amo e à qual estou realmente ligado".
Aos 20 anos, Newman mudou-se para Londres, começou uma banda, tocou ao vivo e assinou com a Island Records. Enquanto trabalhava no bar The Silver Bullet, ele fez amizade com Piers Agget. Ele lançou "Cheating" como uma canção para download e fez uma versão acústica da música para os shows. 

## Carreira musical

### 2012: Avanço na carreira
Em maio de 2012 John Newman foi destaque no single "Feel the Love" do Rudimental. O single alcançou o número 1 no UK Singles Chart no início de junho de 2012, a canção também foi um hit no top 5 da Austrália, Bélgica, Holanda e Nova Zelândia. A canção já foi certificada como platina duplo pela Australian Recording Industry Association. A canção também foi destaque no jogo Need for Speed: Most Wanted e foi usada em 2013 para a publicidade promocional da Foxtel Austrália. A canção foi promovida pela MTV Latin America no programa de TV The Pauly D Project. Em novembro de 2012, ele foi destaque com o single "Not Giving In", que chegou ao número 14 no UK Singles Chart e a canção também foi um hit no top 20 na Austrália e na Nova Zelândia. Ele entrou no número 16 na lista Triple J Hottest 100 de 2012, anunciado no Australia Day de 2013. A música foi destaque no primeiro episódio da terceira temporada de Teen Wolf.

### 2013-2014: Tribute
Em junho de 2013, John Newman lançou a canção "Love Me Again" como o single principal de seu álbum de estúdio de estreia. Em uma entrevista com o Digital Spy, Newman foi perguntado se ele sentia que a música tinha algo especial no estúdio. Ele disse: "Sim. O cara com quem eu escrevi se virou e nós tínhamos enormes sorrisos nos nossos rostos e pensamos, 'Há algo de bom aqui'. Mas você nunca sabe o quão bom é, sabe?". Newman também foi perguntado se era difícil escrever as letras sobre amor e término de relacionamentos; ele respondeu: "Não, é o único lugar onde eu realmente me abro com alguém, através da minha música. Eu estou produzindo e escrevendo [o álbum], isso é bom, eu gosto de manter um porão de tudo". A canção chegou ao número 1 no UK Singles Chart. A canção também alcançou no top 10 em mais de 10 países, incluindo Austrália, Áustria, Bélgica, Dinamarca, Alemanha, Irlanda, Nova Zelândia, Noruega e Suíça. Ela também foi destaque na trilha sonora do FIFA 14. Em meados de 2013, um remix de "Love Me Again" foi lançado pelo DJ e produtor "Kove", e foi bastante tocada em rádios de EDM, incluindo o BPM da Sirius XM. Em 6 de outubro de 2013, Newman lançou "Cheating" como o segundo single do álbum "Tribute". A canção chegou ao número 9 no UK Singles Chart. A canção também liderou na Bélgica e na Irlanda.  O álbum "Tribute" foi lançado em 14 de outubro de 2013.
Em entrevista ao Digital Spy sobre o álbum, ele disse: "Eu estava passando por um fim de relacionamento enquanto fazia o álbum, e eu senti que o título era realmente necessário para expressar isso. Este disco foi o auge da minha vida; ele mostra quem eu sou e eu queria agradecer a todos que me ajudaram, me apoiaram, me amaram e foram uma inspiração para mim. Estou muito orgulhoso deste álbum, no qual eu me expresso como produtor, compositor e artista, e eu mal posso esperar para que as pessoas o ouçam".  Em 20 de outubro de 2013, o álbum entrou no UK Albums Chart no número 1. Em entrevista à Official Charts Company, Newman disse: "É uma coisa tão surpreendente para um artista ter um álbum em primeiro lugar na parada, especialmente numa estreia. Significa muito para mim e eu só quero dizer obrigado a todos que me apoiaram e me ajudaram a fazer isso acontecer. Não posso esperar para ver todo mundo em turnê na próxima semana!"  Em dezembro de 2013, ele lançou "Losing Sleep"como o terceiro single do álbum. No mesmo mês, Newman fez diversas aparições no Jools' Holland's Annual Hootenanny, na BBC, em apresentações solo, com o Rudimental e com a Jools' Holland's Rhythm and Blues Orchestra. Também em dezembro de 2013, "Love Me Again" entrou no Top 40 das paradas no Canadá e nos Estados Unidos. Ele foi nomeado para três Brit Awards, incluindo Artista Solo Britânico Masculino e Single Britânico do Ano, no BRIT Awards de 2014.

### 2014-presente:Revolvee futuro terceiro álbum de estúdio
Em agosto de 2014, Newman declarou em uma entrevista que ele está "pronto para passar para o segundo álbum", afirmando que ele "tem todos os conceitos, todas as obras e fez todo o marketing para lançar estratégias e ideias de vídeo para as canções dele. Newman é destaque na música de Calvin Harris "Blame", que foi lançada no dia 7 de setembro de 2014 e que estreou como número 1 no UK Singles Chart. O segundo álbum de estúdio de Newman Revolve, foi lançado no dia 16 de outubro de 2015.
Em julho de 2016, Newman lançou a canção "Olé!", como single principal do seu futuro terceiro álbum.